# Gregory Deyermenjian
Gregory Deyermenjan (Boston, EUA, 1949) es un explorador y psicólogo estadounidense. 
A partir del 1984, ha liderado varias expediciones en Perú investigando la existencia real del Paititi, la ciudad perdida. Participa como socio al "The Explorers Club".
Ha participado en la exploración y en la documentación de las ruinas de Mameria (1984, 85, 86, 89). En 1986 ha escalado la montaña Apu Catinti (Parque nacional del Manu) y en 1989 ha documentado algunas ruinas incaicas en Toporake. En 1991 ha documentado los petroglifos de Pusharo; y en 1993 ha explorado el camino de piedra incaico en la meseta de Toporake.
En 1994 ha explorado y documentado algunas ruinas pre-incaicas en la zona denominada Callanga, y en 1995 ha escalado la montaña denominada Llactapata en la misma zona de Callanga.
En 1996 fue el primer no-indígena en llegar a las Pirámides de Pantiacolla (o Paratoari), explorando y documentando la zona.
En 1999 ha vuelto a la zona del camino de piedra en la meseta de Pantiacolla descubriendo el Lago de Ángel y algunas plataformas incaicas al norte del Río Yavero.;
En 2004 lideró otra expedición siguiendo el camino de piedra. Con el viajaban Paulino Mamani y Goyo Toledo. En esa exploración documentó algunas ruinas incaicas cerca al pico llamado Último Punto.
En 2006 participó en otras expediciones siempre siguiendo el camino de piedra pero no pudo llegar al fin de este larguísimo camino.
En 2009 en conjunto con Hermogene Figueroa explorò nuevamente el camino de piedra probando que algunas ruinas sirvieron como fortificaciones para controlar el área denominada Callanga.
En 2009 Deyermenjian y Mamani exploraron nuevamente el larguísimo camino de piedra encontrando varios muros de contención.
En 2011 ha liderado la expedición a la cordillera de Paucartambo en la cual se ha descubierto la ciudadela pre-inca de Miraflores.